# 史迥乡
史迥乡，是中国山西省长治市潞城市下辖的一个乡镇级行政单位。

## 行政区划
史迥乡共辖以下地区：
闫李庄村、曲里村、马池沟村、任河村、黄漳村、小常村、大常村、桥沟村、杨家庄村、白家庄村、李家沟村、向阳坡村、王里堡村、史回村、郭家堡村、梨树凹村、山口村、宋家庄村、山脑村、朱家川村、楼后村、小沟村、垂阳村。